# Мамедъяров, Мамед Мамедкули оглы
Мамед Мамедкули оглы Мамедъяров (азерб. Məmməd Məmmədqulu oğlu Məmmədyarov; июль 1875, Маштага, Бакинская губерния — 23 марта 1933, Баку) — азербайджанский революционер, государственный и политический деятель Азербайджанской ССР. 
Народный комиссар социального обеспечения (1922 — 1927). Член АзЦИК, Президиума АзЦИК , депутат и член Президиума Бакинского Совета.

## Биография
Родился в 1875 году в селении Маштага Бакинского уезда в семье каменщика Мамед Кули. В малолетнем возрасте стал помогать отцу на стройках. В 1890 году, в возрасте 15 лет поступил работать бурильщиком на промысел «Каспийское товарищество». Работая на промысле, он одновременно учился. В дальнейшем смог поступить в одну частную школу, где обучали за плату, и проучиться 6 месяцев.
Вскоре становится помощником бурового мастера на промысле нефтепромышленника Цатурова, спустя время — буровым мастером на промысле нефтепромышленника Шибаева. В дальнейшем работает буровым мастером на промысле Мирзоева. 
В 1902 году вступил в РСДРП.

### Первомайская демонстрация 1903 года
В Балаханах, во время первомайской демонстрации 1903 года, в которой участвовало около 3 тысяч человек, Мамедъяров шёл со знаменем во главе демонстрации. Демонстранты с песнями двигались к вокзалу. На встречу им выступили казаки, которых встретили градом камней. Удар камнем, в частности, получил полицмейстер. Казаки открыли огонь по толпе, в результате чего Мамедъяров был ранен. В своих воспоминаниях он рассказывал:
Городовые хотели остановить нас. Однако мы, подняв красные знамёна, продолжали свой путь. О начале демонстрации сейчас же сообщили по телефону балахано-сабунчинскому полицмейстеру. Нам навстречу были посланы казаки и стражники, которые стали обстреливать рабочих. Одним из раненых был и я. Это было первым нашим столкновением с вооружёнными силами царского правительства.
Его поднял рабочий Касум и привёл в рабочее общежитие, после чего друзья Мамедъярова при помощи знакомого фельдшера Сабунчинской больницы, устроили его в больницу. Мамедъяров лёг не в палату, а был укрыт в подвальном помещении больницы. Он рассказывал: «Я оставался здесь 18 дней. Никто, даже и члены моей семьи не знали о том, что я нахожусь здесь».

### Последующие годы
Был одним из создателей социал-демократической группы «Гуммет». Участвовал в организации бакинских стачек (1903—1905), один из организаторов первомайской демонстрации (1903) и политической демонстрации (октябрь 1905) в Баку, член Бакинского совета рабочих депутатов. Неоднократно арестовывался.
24 ноября 1905 года на заседаниях промыслово-заводских комиссий был избран Бакинский Совет рабочих депутатов и Мамедъярова выбрали одним из его членов.
С 1907 года — член Бакинского комитета РСДРП. В феврале 1917 года вошёл в Президиум Бакинского совета. В 1918 году — заместитель губернского комиссара Бакинского СНК, участвовал в боях с КИА и мусаватистами. В августе 1918 года был заключен в тюрьму, бежал, вновь арестован. После освобождения — на нелегальном положении.
Начиная со второй половины 1920 года являлся руководителем отдела социального обеспечения Бакинского уезда. После того, как отдел в 1921 году был  реорганизован в отдел социального обеспечения Бакинского Совета, Мамедъяров стал заведующим отделом. В своих воспоминания о проделанной работе Мамедъяров говорит:

Для упорядочения дела по обеспечению инвалидов, я организовал в городе 9 и ещё 9 отделов социального обеспечения в районах, 20 тысяч пенсионеров распределил по районным отделам. Для бездомных и безнадзорных организовал дома инвалидов в Арменикенде, Маштагах и Шувелянах. Таким образом, при Бакинском Совете были организованы пять домов инвалидов и все инвалиды были размещены в них.

С 1922 по 1927 год — Народный комиссар социального обеспечения Азербайджанской ССР. Затем на ответственной хозяйственной работе. С 1929 года — глава азербайджанского общества «Красного полумесяца».
Делегат Х съезда РКП(б) (1921). С 1921 года — Член Президиума ЦИК Азербайджанской ССР.
Похоронен на Аллее почётного захоронения в Баку

## Память
В советское время именем Мамедъярова была названа улица в Старом городе Баку, которая после 1991 г. была переименована.
На доме в г. Баку, где проживал Мамедьяров установлена памятная доска. 